# Ревуца
Ре́вуца (словац. Revúca) — місто в Словаччині у складі Банськобистрицького краю. Площа міста 38,81 км². Станом на 31 грудня 2017 року в місті проживало 12249 жителів. Протікає річка Здихава.

## Історія
Перші згадки про місто датуються 1243 роком.

## Населення
| Рік:            | 1994.  | 2004.   | 2014.   | 2024.    |
| --------------- | ------ | ------- | ------- | -------- |
| Кількість осіб: | 14 001 | 13 147  | 12 620  | 10 874   |
| Різниця:        |        | -6,09 % | -4,00 % | -13,83 % |

| Рік:            | 2023.  | 2024.   |
| --------------- | ------ | ------- |
| Кількість осіб: | 10 958 | 10 874  |
| Різниця:        |        | -0,76 % |